# Йенсен, Тит
Мари́я Ки́рстине Дороте́я Йе́нсен (дат. Marie Kirstine Dorothea Jensen, в замужестве Фенгер, Fenger), более известная как Тит Йенсен (дат. Thit Jensen; 19 января 1876[…], Фарсё — 14 мая 1957[…], Багсвэрд, Копенгаген) — датская писательница. Поборница прав женщин, она вошла в историю датской литературы XX в. прежде всего как автор многочисленных исторических романов. Председатель Союза писателей Дании (1931—1932).

## Биография
Тит Йенсен родилась 19 января 1876 году в небольшом городке Фарсё, расположенном в северной части Ютландского полуострова, в регионе Химмерланд, который впоследствии наложил свой отпечаток на её творчество, в семье ветеринарного врача. У родителей было одиннадцать (десятеро) детей, четверо из которых впоследствии стали писателями. Наибольшего успеха, помимо Тит, добился Йоханнес Вильгельм (1873–1950). 
С Йоханнесом у Тит были близкие отношения в юности, позднее они стали противоположностями и никогда не ладили. Усилия, которые мать Тит приложила для рождения и воспитания детей впоследствии также наложили свой отпечаток на её творчество. В то время как братья Тит получали образование, она была нянькой и домашней учительницей для младших братьев и сестёр. Условия в родном доме вынудили Тит уйти из дома в 22 года и работать домашней учительницей и экономкой в чужих домах.
Большую часть своей жизни прожила в Копенгагене, где также начала свою писательскую карьеру. Первые книги Тит — «Две сестры» (To Søstre, 1903) и «Семья Сторм» (Familjen Storm, 1904) посвящены условиям в семье. В романе «Семья Сторм» описана конкретная и детализированная картина сопротивления, которую должна преодолеть молодая женщина, если она не пойдёт по проторённому пути к зависимому браку. Протагонистом социальных книг «Мученичество» (Martyrium, 1905) и «Скитания в пустыне» (Ørkenvandring, 1907) стала беспомощная молодая женщина, наделенная талантом, но наивно вступающая в брак с, казалось бы, надёжным мужчиной, у которого со временем развивается алкоголизм и сумасшествие. Из-за законов о браке и несмотря на упорную работу главной героине приходится наблюдать, как гибнет её дом. Затем Тит бежит от своего настоящего и пишет исторический роман Prins Nilaus af Danmark (1907). Затем мистика и религия стали важнейшими элементами её творчества. Отец Тит был спиритуалистом, это продолжила Тит. Она утверждала, что общается с королём Вальдемаром Аттердагом. Исторический роман Jørgen Lykke: rigens sidste ridder (1931) рассказывает о датском дворянине XVI века Йёргене Люкке. Роман Stygge Krumpen (1936) рассказывает о католическом епископе XVI века Стюгге Крумпене. В 1940—1953 годах она написала цикл книг о Вальдемаре Аттердаге. Кроме того, она очень активно выступала в 1919—1928 годах с лекциями, где рассматривала различные текущие социальные и моральные проблемы, особенно женские проблемы, в частности вопрос о добровольном материнстве, абортах, родах, предотвращении беременностей, за которое она решительно выступала, отстаивая право женщин распоряжаться своим телом. Вместе с врачом Йонатаном Леунбахом (Jonathan Leunbach), она основала Ассоциацию сексуального образования (Foreningen for seksuel Oplysning) в 1924 году, целью которой было распространение знаний о противозачаточных средствах. Лекция «Добровольное материнство» (Frivilligt Moderskab) опубликована брошюрой в 1924 году. 
Тит Йенсен была автором «права на вознаграждение» (Biblioteksafgift). Речь идет о праве автора получать финансовое вознаграждение за выдачу его книг в публичное пользование. Она считала, что утрачивает доходы от продаж вследствие того, что её книги легко получить в развивающейся системе публичных абонементных библиотек. Она была первой, кто на выступлении в 1918 году предложила библиотекам платить автору 5 эре за каждую книгу, которую пользователи взяли в библиотеке. Предложение вызвало тогда много споров, но в итоге оно было принято. Петер Фройхен запретил библиотекам покупать его книгу «Северный кит» (Nordkaper, 1923). Когда некоторые библиотеки всё-таки купили книгу, он подал в суд и выиграл в Верховном суде Дании. В 1946 году Дания создала право общественной выдачи (ПОВ) или право публичного абонемента (ППА) для произведений, опубликованных на датском языке. Формируется фонд компенсационных выплат авторам за пользование их книгами в библиотеках.
В 1931—1932 годах — председатель Союза писателей Дании.

Умерла 14 мая 1957 года в Багсвере. Похоронена в Фарсё

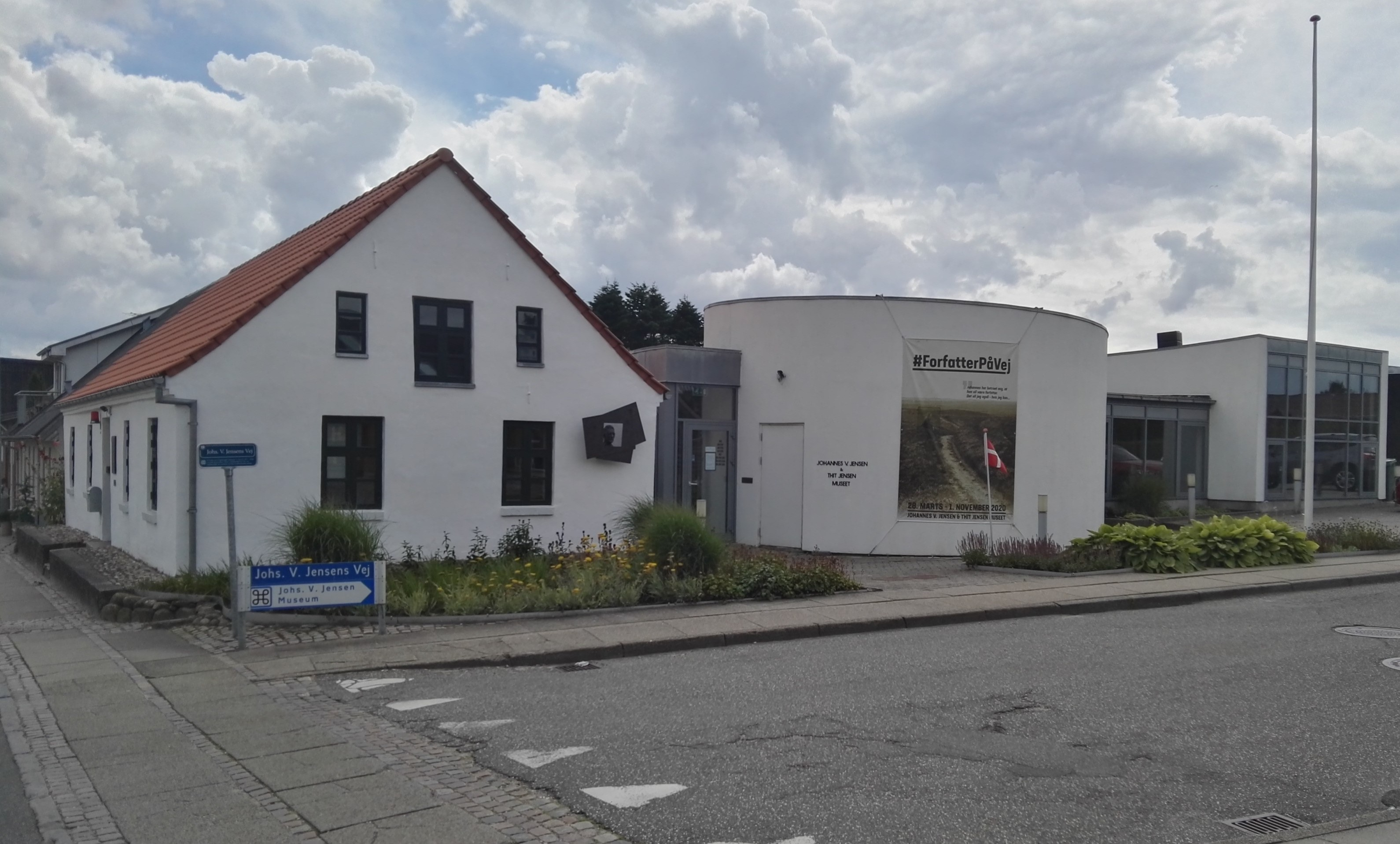
Музей Йоханнеса В. Йенсена и Тит Йенсен в Фарсё

## Личная жизнь
В 1912 году Тит вышла замуж за художника Густава Фенгера (Gustav Fenger). Супруги развелись в 1918 году. Муж был моложе писательницы на 11 лет и ушёл к другой женщине. О неудачном браке писательница написала роман Den erotiske hamster, опубликованный в 1919 году.

## Память
7 сентября 1991 года в Фарсё открыт дом-музей Йоханнеса В. Йенсена. В 2008 году музей был расширен. В 2019 году после второго расширения музей изменил название на Музей Йоханнеса В. Йенсена и Тит Йенсен (Johannes V. Jensen og Thit jensen Museet).